# 立水西桥
立水西桥位于北京市朝阳区，是北京地铁5号线上跨清河的桥梁。桥位于立水桥西侧，故名。该桥为曲线斜拉桥，全长210米，主跨108米，边跨分别跨越立军路和安立路，主塔高66.9米，共有28组钢索，整座桥梁“集弯坡斜于一体”，属于罕见的复杂桥梁。立水西桥于2004年2月开工，2005年11月竣工，2007年10月与北京地铁5号线同时投入使用。